# Verderena
Verderena is een plaats (freguesia) in de Portugese gemeente Barreiro en telt 11.514 inwoners (2001).